# Joe Stack
Joseph W. Stack, detto Joe (Whiting, 5 novembre 1912 – East Chicago, 13 ottobre 1954), è stato un cestista statunitense, professionista nella NBL.

## Carriera
Giocò per due stagioni nella NBL, disputando complessivamente 29 partite con 4,6 punti di media.